# Гайто, Константино
Константи́но Висе́нте Га́йто (исп. Constantino Vicente Gaito; 3 августа 1878[…], Буэнос-Айрес — 14 декабря 1945[…], Буэнос-Айрес) — аргентинский композитор, пианист, дирижёр и педагог.

## Биография
Учился в Неаполитанской консерватории у Пьетро Платании (композиция). С 1900 года, по возвращении на родину, преподавал музыку в созданной им консерватории.  
Он был членом квартета Аргентинского общества камерной музыки (1914–1915 гг.) вместе с Леоном Фонтовой, Хуаном Хосе Кастро (скрипка), Анибалем Канутом (альт) и Хосе Марией Кастро (виолончель).  
Был дирижёром «Аргентинского театра» в Ла-Плате. 
С 1924 года преподавал композицию в Национальной консерватории в Буэнос-Айресе. Его учениками были Хосе Мария Кастро, Луис Джаннео и Хуан Хосе Кастро. 
Писал оперы под заметным влиянием эстетики и музыки итальянского веризма.
Умер в Буэнос-Айресе 14 декабря 1945 года.

## Память

#### В честь Константино Гайто названы
- улица в Кордове[4].
- улица в Ломас-де-Самора[4].

#### Памятники
- на площади Лавалье в Буэнос-Айресе установлен бюст Костантино Гайто[5].

## Сочинения
- опера «Гай Петроний» / Caio Petronio, escenas romanas (1919)
- опера «Пажи его величества» / I paggi di sua Maestà (1920)
- опера «Снежный цветок» / Flor de nieve (1922)
- опера «Ольянтай» / Ollantay (1926)
- опера «Антигона» / Antígona (1930)
- опера «Ласаро» / Lázaro (1930)
- опера «Кровь гитар» / La sangre de las guitarras (1932)
- балет «Цветок Ирупе» / La flor del Irupé (1929)
- симфоническая поэма «В тени» / El ombú (1924)
- оратория «Сан-Франсиско Солано» (1940)
- «Инкский квартет» для струнного состава / Quartet incaic (1924)